# Flugunfall bei Agadir
Der Flugzeugabsturz bei Agadir ereignete sich am frühen Morgen des 3. August 1975. Eine Boeing 707 der Alia verunglückte auf einem Charterflug im Auftrag der Royal Air Maroc von Paris nach Agadir, als sie einen Berg streifte und nach weiteren zehn Kilometern abstürzte. Es war sowohl der schwerste Flugunfall einer Boeing 707 als auch der schwerste in Marokko.

## Flugzeug
Das Flugzeug war eine elf Jahre alte Boeing 707-321C mit dem Luftfahrzeugkennzeichen JY-AEE, die mit vier Pratt & Whitney JT3D-3B-Triebwerken ausgestattet war.

## Verlauf
Das in Paris um 2:20 Uhr gestartete Flugzeug war im Landeanflug aus 8000 Fuß (2440 Meter), um auf der Landebahn 29 des Flughafens Inezgane (⊙) in Agadir zu landen, als das Flugzeug im dichten Nebel mit der rechten Flügelspitze in 2400 ft (730 m) Höhe einen Berg streifte und Teile der rechten Tragfläche zusammen mit Triebwerk Nr. 4 (rechts außen) abrissen. Das Flugzeug flog noch weitere zehn Kilometer Richtung Südwesten, bevor die Piloten die Kontrolle verloren und das Flugzeug um 4:25 Uhr in eine Schlucht, etwa 275 Meter von dem Dorf Imzizen entfernt, stürzte. Durch den Aufschlag und die daraus resultierende Explosion kam es zum Waldbrand im umliegenden Wald. Alle 188 Insassen, darunter 177 marokkanische Passagiere, wurden dabei getötet.